# John Chapman
John Chapman (ur. 14 marca 1882, zm. 31 grudnia 1948) – trener Manchesteru United. W MU od 1921 do 1926. Objął stanowisko menadżera po Jacku Robsonie, który zrezygnował z trenowania z powodów zdrowotnych. Podczas jego pracy Manchester spadł z Division One do Division Two, aby powrócić do tej pierwszej po dwóch latach. Został odsunięty od pracy z klubem przez FA 8 października 1926 roku, prawdopodobnie przez powiązania z hazardem. Następnym trenerem, a zarazem zawodnikiem, został Clarence Hilditch.